# Julio César Baldivieso
Julio César Baldivieso, bolivijski nogometaš in trener, * 22. december 1971.
Za bolivijsko reprezentanco je odigral 85 uradnih tekem in dosegel 15 golov.